# لورا ليندمان
لورا ليندمان (بالألمانية: Laura Lindemann)‏ هي تريثلت ألمانية، ولدت في 26 يونيو 1996 في برلين في ألمانيا.

## وصلات خارجية
- الموقع الرسمي
- لورا ليندمان على موقع اتحاد الترياتلون الدولي (الإنجليزية)
- لورا ليندمان على موقع IAT Triathlon Database (الإنجليزية)
- لورا ليندمان على موقع اللجنة الأولمبية الدولية (الإنجليزية)
- لورا ليندمان على موقع أوليمبيديا (الإنجليزية)
- لورا ليندمان على موقع اللجنة الأولمبية الألمانية (الألمانية)